# Redemptoristenklooster (Duinkerke)
Het Redemptoristenklooster (Frans: Couvent de Rédemptoristes Saint-Joseph) is een kloostercomplex in de stad Duinkerke, gelegen aan de Rue David d'Angers 15-17, in het Franse Noorderdepartement.
Het klooster voor de redemptoristen werd gebouwd van 1858-1860, nadat de paters in 1854 in Duinkerke waren gearriveerd. Architect was François-Napoléon Develle, In 1859 werd de Sint-Jozefkapel gebouwd.
In 1940 werden de gebouwen verwoest, maar in 1954 werd het klooster herbouwd, zij het zonder kloostergang en met hergebruik van de pilaren in de kapel en het portaal. De kapel is driebeukig. Er is geen toren.